# Monique Deschaussées
Monique Marie Simonne Deschaussées (* 22. September 1928 in Marseille; † 7. März 2022 in Courbevoie) war eine französische Pianistin, Musikwissenschaftlerin und Musikpädagogin.

## Leben und Werk
Sie studierte am Konservatorium von Orléans und wurde nach ihrem Abschluss mit dem ersten Preis des Konservatoriums ausgezeichnet. Sie absolvierte Vertiefungsstudien bei Alfred Cortot und Edwin Fischer und wirkte dann zunächst einige Jahre als Konzertpianistin und Solistin. Von 1969 bis 1971 lehrte sie an der École Normale de Musique in Paris Klavier und von 1971 bis 1977 am Conservatoire Européen de Musique de Paris im selben Fach. Sie leitete die Klavierabteilung des Nouvel Institut Musical International (N.I.M.I.) in der Schweiz. Sie gab weltweit Meisterkurse und wirkte vielfach als Jurorin bei internationalen Klavierwettbewerben. Sie war unter anderem in Spanien, Peru und in Kanada als Musikpädagogin tätig. Ihre letzte Tonträgereinspielung bestand aus Franz Schuberts Sonate in B-Dur, opus posthume D.960 und aus den Trois moment musicaux D.780.
Sie betrieb Studien zum „kreativen Weg des Pianisten“ („Recherches sur le cheminement créateur du pianiste“). Sie entwickelte eine neue Musikpädagogik, in der sie alle Komponenten des Seins, seien es physische, mentale, psychische oder auch metaphysische, in das pädagogische Wirken einbezog. Sie beschreibt dies in ihrem Werk Par la musique, deviens qui tu es („Werde durch die Musik der, der du bist“). Sie zeigt in diesem Buch auf, dass Musik und Musikpraxis einen direkten Einfluss auf die Entwicklung des Menschen in Hinsicht auf dessen Selbst haben.

## Publikationen
- L’homme et le piano. Aubin, Poitiers 1984, ISBN 978-2-85868-090-0.
- Mit Erik Pigani: Musique et spiritualité. 1990, ISBN 978-2-84454-324-0
- La Musique et la vie. 1994, ISBN 2-84454-324-3
- Par la musique, deviens qui tu es. Un itinéraire pédagogique, une voie de transcendance. 1999, ISBN 978-2-85076-977-1